# Brahim Jabbour
Brahim Jabbour (arabisch إبراهيم جبور; * 2. Oktober 1970) ist ein ehemaliger marokkanischer Leichtathlet, der sich auf den Langstreckenlauf spezialisiert hat. 1987 gewann er die Silbermedaille über 3000 Meter bei den Hallenweltmeisterschaften in Sevilla und im selben Jahr siegte er über 10.000 Meter bei den Mittelmeerspielen in Athen. Zudem siegte er zweimal über 10.000 Meter bei den Goodwill Games.

## Sportliche Laufbahn
Erste Erfahrungen bei internationalen Meisterschaften sammelte Brahim Jabbour vermutlich bei den Crosslauf-Weltmeisterschaften 1989 in Stavanger, bei denen er nach 28:31 min auf den 90. Platz im Juniorenrennen gelangte. 1993 startete er im 5000-Meter-Lauf bei den Weltmeisterschaften in Stuttgart und belegte dort in 13:18,87 min im Finale den sechsten Platz. Im Jahr darauf siegte er bei den IAAF World Road Relay Championships in Litochoro in 1:57:56 h gemeinsam mit el-Arbi Khattabi, Hicham El Guerrouj, Salah Hissou und Brahim Boutaib und Khalid Skah. Zudem gewann er bei den Spielen der Frankophonie in Bondoufle in 14:01,64 min die Bronzemedaille über 5000 Meter hinter seinen Landsleuten Salah Hissou und Brahim Lahlafi. 1995 gewann er bei den Hallenweltmeisterschaften in Barcelona in 7:51,42 min die Bronzemedaille im 3000-Meter-Lauf hinter dem Italiener Gennaro Di Napoli und Anacleto Jiménez. Bei den Crosslauf-Weltmeisterschaften 1998 in Marrakesch gelangte er nach 11:17 min auf den 15. Platz im Kurzrennen und sicherte sich in der Teamwertung die Silbermedaille hinter dem kenianischen Team. Im Jahr darauf kam er bei den Weltmeisterschaften in Sevilla im Finale über 5000 Meter nicht ins Ziel und bei den Crosslauf-Weltmeisterschaften 2001 in Ostende lief er nach 14:05 min auf Rang 89 über die Kurzstrecke ins Ziel. Im Laufe des Jahres beendete er seine aktive sportliche Karriere im Alter von 31 Jahren.

## Persönliche Bestzeiten
- 1500 Meter: 3:40,44 min, 10. Juni 1992 in Saint-Maur-des-Fossés
  - 1500 Meter (Halle): 3:43,79 min, 7. Februar 1996 in Gent
- 3000 Meter: 7:35,92 min, 21. Juli 1999 in Saint-Denis
  - 3000 Meter (Halle): 7:40,61 min, 23. Februar 1997 in Birmingham
  - 2 Meilen (Halle): 8:36,51 min, 23. Februar 2001 in Gent
- 5000 Meter: 13:01,41 min, 3. Juli 1999 in Saint-Denis
- Halbmarathon: 1:01:51 h, 6. September 1997 in Lille